# Svea Corona
Die Svea Corona war ein 1975 in Dienst gestelltes Fährschiff der schwedischen Stockholms Rederi AB Svea, das unter der betriebsführende Reederei Tallink Silja Oy unter dem Markennamen Silja Line vom Heimathafen Stockholm aus Helsinki, Turku und Mariehamn anlief. 
1984 wurde das Schiff an die Reederei Sundancer Cruises verkauft und zu einem Kreuzfahrtschiff umgebaut. Noch im selben Jahr lief es unter seinem neuen Namen Sundancer bei einer Reise nach Alaska auf Grund und wurde als Totalschaden abgeschrieben, nahm jedoch 1986 als Pegasus wieder den Dienst auf. Seit 1987 war es im Besitz der griechischen Epirotiki Lines.  1991 sank das Schiff nach einem Brand im Hafen von Venedig. Eine erneute Indienststellung wurde 1994 durch einen weiteren Brand während Umbauarbeiten verworfen. 1995 ging es als Ionian Express zum Abbruch ins türkische Aliağa.

## Geschichte
Die Svea Corona wurde am 4. Juni 1973 in Auftrag gegeben und entstand unter der Baunummer 141 in der Werft von Dubigeon-Normandie in Nantes, wo sie am 17. Juli 1974 vom Stapel lief. Nach Probefahrten im April 1975 ging das Schiff am 19. Mai an die Stockholms Rederi AB Svea über. Die Indienststellung unter Betriebsführung der Silja Line erfolgte am 24. Mai 1975 auf der Strecke von Stockholm nach Helsinki. Schwesterschiffe waren die im selben Jahr fertiggestellte Wellamo sowie die Bore Star.
Neben Helsinki lief die Svea Corona auch die Häfen von Turku und Mariehamn an. Bereits in den ersten Dienstjahren war das Schiff in mehrere Unfälle verwickelt: So verlor es im Juni 1975 einen seiner Propeller, am 28. Februar 1978 kollidierte es mit dem RoRo-Frachter Finnfellow.
Nach ihrer letzten Überfahrt für die Silja Line am 3. Februar 1984 wurde die Svea Corona in Oskarshamn zum Kreuzfahrtschiff umgebaut und im Mai 1984 an die auf den Bahamas ansässige Reederei Sundancer Cruises verkauft. Unter dem neuen Namen Sundancer unternahm das Schiff fortan Kreuzfahrten von der US-amerikanischen Westküste nach Alaska.
Auf ihrer dritten Fahrt lief die Sundancer am 30. Juni 1984 auf einer Reise von Vancouver nach Alaska in der Duncan Bay auf ein Riff auf und bekam starke Schlagseite nach Steuerbord. Menschen kamen hierbei nicht zu schaden. Das Schiff konnte noch an einem Anleger festgemacht werden, ehe es aufgrund des auf 10 Meter aufgerissenen Rumpfs im seichten Wasser sank und hierbei Teile des Anlegers mit sich riss. Nach seiner Bergung im August 1984 wurde es als Totalverlust abgeschrieben und zum Verkauf angeboten.
Im Januar 1985 wurde die Sundancer in Pegasus umbenannt, nach Piräus überführt und dort ab Dezember 1985 für die Cosmos Cruises Maritime Company für den weiteren Betrieb umgebaut. Ab Januar 1986 unternahm das Schiff Kreuzfahrten nach Südamerika, von Mai bis September 1986 lag es als Hotelschiff im Hafen von Vancouver. 1987 ging die Pegasus in den Besitz der Epirotiki Lines über und stand fortan für Reisen im Mittelmeer im Einsatz. In den Wintermonaten 1989 und 1990 unternahm es zudem Kreuzfahrten in der Karibik.
Am 2. Juni 1991 befand sich die Pegasus unter Charter der Robert Bosch GmbH für eine Ausstellung von neuen Produkten im Hafen von Venedig, als aus unbekannter Ursache eine Explosion einen Brand auslöste. Das Schiff wurde von den anwesenden Feuerwehrkräften mit Löschwasser geflutet und so absichtlich im Hafenbecken versenkt, um eine mögliche zweite Explosion zu verhindern. Das Wrack wurde abermals zum Totalverlust erklärt. Nach seiner Bergung im September 1991 ging es zum Aufliegen nach Piräus.
Ein neuer Eigner fand sich 1994 mit der griechischen Reederei Strintzis Lines. Unter dem neuen Namen Ionian Express war ein erneuter Einsatz als Fährschiff geplant. Doch während der Umbauarbeiten in Perama brach am 20. November 1994 ein weiterer Brand an Bord aus. Zum dritten und letzten Mal wurde die Ionian Express zum Totalverlust erklärt und im März 1995 zum Abbruch ins türkische Aliağa verkauft, wo sie am 29. März eintraf. Ihre Schwesterschiffe „überlebten“ sie um 18 (Bore Star) bzw. 22 Jahre (Wellamo).